# Pieczonki (Giżycko)
Pieczonki [pjɛˈt͡ʂɔnki] (deutsch Pietzonken, 1930 bis 1945 Grünau) ist ein Dorf (wieś) in der polnischen Woiwodschaft Ermland-Masuren, das zur Gmina Giżycko (Lötzen) im Powiat Giżycki gehört und bis zum Ende des Zweiten Weltkriegs ein Teil Ostpreußens und somit des Deutschen Reichs war.

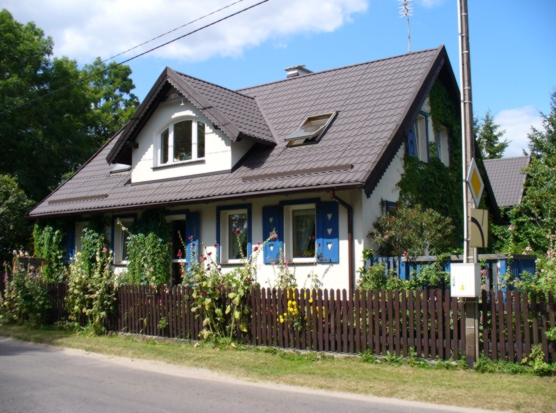
Wohnhaus in Pieczonki

## Geographie

### Geographische Lage
Das Sołectwo (Schulzenamt) Pieczonki gehört zur Gmina Giżycko (Landgemeinde Lötzen) im Powiat Giżycki (Kreis Lötzen) in der polnischen Woiwodschaft Ermland-Masuren. Der Verwaltungssitz Giżycko befindet sich etwa sieben Kilometer Luftlinie südwestlich des Schulzenamtes, das die nordöstliche Gemeindegrenze zur Gmina Kruklanki bildet. Weitere benachbarte Schulzenämter sind Sołdany (Soldahnen) im Norden, Kożuchy Wielkie (Groß Kosuchen) im Südosten, Sulimy (Sulimmen) im Südwesten und Spytkowo (Spiergsten) im Westen. Das Nordwestufer des insgesamt 3,6 km² großen Jezioro Kruklin (Kruglinner See) bildet einen Teil des Schulzenamts. Das Dorf Pieczonki liegt auf einer Höhe von etwa 145 Metern n.p.m. und ist als Straßendorf mit etwa 900 Metern Länge aufgebaut.

### Gliederung des Schulzenamts
Das Schulzenamt umfasst insgesamt drei Orte. Dazu gehören das Dorf Pieczonki sowie die Weiler und ehemaligen Gutshöfe Nowe Sołdany (Neu Soldahnen) und Zielony Gay (Spiergsten-Grünwalde). Nowe Sołdany befindet sich etwa 300 Meter östlich des Dorfes Pieczonki, während Zielony Gaj etwa 1,2 Kilometer westlich des Dorfes gelegen ist.

### Klima
Pieczonki liegt innerhalb der kühlgemäßigten Klimazone und ist durch feuchtes Kontinentalklima geprägt, das nach Köppen und Geiger der Klimaklassifikation „Dfb“ entspricht. Aufgrund seiner geographischen Lage zwischen den Großen Masurischen Seen befindet sich der Ort im kältesten Bereich des polnischen Tieflands, die Jahresdurchschnittstemperatur beträgt 6,7 °C. Bodenfrost tritt in der Region üblicherweise zwischen Oktober und Mai auf; die Anzahl der Frosttage mit einer minimalen Lufttemperatur unter 0 °C liegt bei etwa 140 pro Jahr und damit etwa zwanzig Prozent höher als im Landesschnitt. Die Jahresamplitude zwischen dem kältesten Monat Januar (durchschnittlich −6,0 °C) und dem wärmsten Monat Juli (durchschnittlich 17,6 °C) beträgt 23,6 °C. Der durchschnittliche jährliche Niederschlag in Pieczonki liegt bei 664 mm.
|                        | Jan  | Feb  | Mär  | Apr  | Mai  | Jun  | Jul  | Aug  | Sep  | Okt  | Nov  | Dez  |   |      |
| Mittl. Temperatur (°C) | −6,0 | −5,4 | 0,2  | 7,5  | 12,6 | 15,9 | 17,6 | 17,1 | 12,9 | 8,0  | 1,9  | −3,1 | ⌀ | 6,7  |
| Mittl. Tagesmax. (°C)  | −3,3 | −2,4 | 3,7  | 12,1 | 18,0 | 21,2 | 22,6 | 22,2 | 17,4 | 11,5 | 4,2  | −0,7 | ⌀ | 10,6 |
| Mittl. Tagesmin. (°C)  | −8,7 | −8,3 | −3,2 | 3,0  | 7,3  | 10,6 | 12,6 | 12,0 | 8,5  | 4,5  | −0,3 | −5,4 | ⌀ | 2,8  |
|                        |      |      |      |      |      |      |      |      |      |      |      |      |   |      |
| Niederschlag (mm)      | 41   | 29   | 33   | 39   | 54   | 75   | 82   | 76   | 65   | 57   | 63   | 50   | Σ | 664  |

| −8,7 |

| −8,3 |

| −3,2 |

| 3,0 |

| 7,3 |

| 10,6 |

| 12,6 |

| 12,0 |

| 8,5 |

| 4,5 |

| −0,3 |

| −5,4 |

| −8,7 |

| −8,3 |

| −3,2 |

| 3,0 |

| 7,3 |

| 10,6 |

| 12,6 |

| 12,0 |

| 8,5 |

| 4,5 |

| −0,3 |

| −5,4 |

## Geschichte

### Preußen und Deutsches Reich (1554–1945)
Das Pietronken, nach 1818 Pietzonken genannte Dorf wurde 1554 gegründet.

„Vor jedermann tue kund und bekenne ich Georg Krösten, derzeit Hauptmann auf Lötzen, daß ich dem bescheidenen Jurek Dsengel drei Hufen zum Schulzenamt verkauft habe, gelegen am See Kruglinnen und an der Soldaner Grenze, die Hufe für 30 Mark, daß er mir dann dreißig Mark zur Ausweisung geben soll und dann alle Jahre auf Pfingsten 12 Mark, solange, bis er die drei Hufen zur Genüge bezahlt hat; und er soll da ein Dorf setzen von 30 Hufen. Die Einwohner sollen zinsen auf Martini 2 Mark, ½ Scheffel Korn und ½ Scheffel Weizen, eine Gans, ein Viertel Holz und zwei Tage Handscharwerk tun. Auch habe ich dem Schulzen und den Einwohnern des Dorfes von Annehmung ihrer Hufen zehn Jahre Freiheit zugesagt. Wann die um sein, sollen sie zinsen und scharwerken wie oben geschrieben. Auch soll der Schulz von seinem Schulzenamt 1 Scheffel Korn und 1 Scheffel Weizen dem Haus Lötzen zu geben schuldig sein und soll dienen gleich anderen Schulzen im Amte. Das zu Urkund und mehr Sicherheit habe ich mein angeborenes Petschier an diesen Brief drücken lassen, der gegeben ist zu Lötzen am 6. Juni 1554.“

1874 kam das Dorf in den neu errichteten Amtsbezirk Pierkunowen (1935 bis 1945 „Amtsbezirk Perkunen“, polnisch Pierkunowo), der bis 1945 bestand und zum Kreis Lötzen im Regierungsbezirk Gumbinnen (1905 bis 1945 „Regierungsbezirk Allenstein“) in der preußischen Provinz Ostpreußen gehörte.
1910 waren in der Landgemeinde Pietzonken, zu der der Ortsteil Spiergsten-Grünwalde (1938 bis 1945 Spirgsten-Grünwalde, polnisch Zielony Gaj) gehörte, 264 Einwohner gemeldet. Aufgrund der Bestimmungen des Versailler Vertrags stimmte die Bevölkerung im Abstimmungsgebiet Allenstein, zu dem Pietzonken gehörte, am 11. Juli 1920 über die weitere staatliche Zugehörigkeit zu Ostpreußen (und damit zu Deutschland) oder den Anschluss an Polen ab. In Pietzonken stimmten 180 Einwohner für den Verbleib bei Ostpreußen, auf Polen entfielen keine Stimmen.
Am 7. April 1930 wurde Pietzonken in „Grünau“ umbenannt. Die Zahl der Einwohner stieg bis 1933 auf 348 und belief sich 1939 noch auf 324.

### Volksrepublik und Republik Polen (seit 1945)
In Kriegsfolge kam das Dorf 1945 mit dem südlichen Teil Ostpreußens zu Polen und trägt seither die polnische Namensform „Pieczonki“. Es ist heute Sitz eines Schulzenamtes (polnisch sołectwo), das auch für Nowe Sołdany (Neu Soldahnen) und Zielony Gaj zuständig ist, und eine Ortschaft im Verbund der Gmina Giżycko (Landgemeinde Lötzen) im Powiat Giżycki, vor 1998 der Woiwodschaft Suwałki, seither der Woiwodschaft Ermland-Masuren zugehörig.
2013 hatte Pieczonki gemeinsam mit Nowe Sołdany und Zielony Gaj insgesamt 310 Einwohner. Bürgermeisterin ist Emilia Czarniecka.

## Wirtschaft und Infrastruktur

### Verkehr

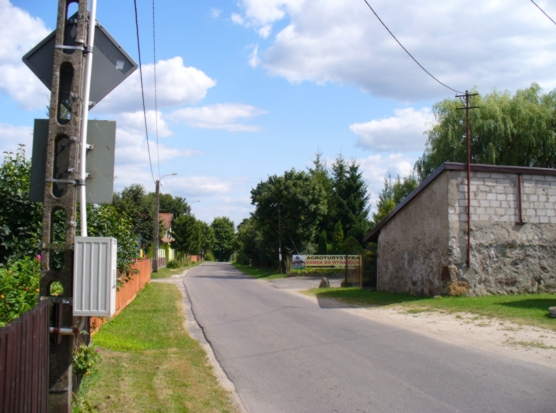
Hauptstraße in Pieczonki

Pieczonki ist von der polnischen Landesstraße 63 (frühere deutsche Reichsstraße 131) aus über eine Nebenstraße zu erreichen, die bei Spytkowo (Spiergsten, 1938 bis 1945 Spirgsten) abzweigt und über Nowe Sołdany (Neu Soldahnen) nach Kruklanki (Kruglanken) führt.
Von 1905 bis 1987 war Pietzonken Bahnstation (sie wurde am 1. Januar 1931 in „Grünau Ostpr“ umbenannt) an der Bahnstrecke Angerburg–Lötzen, die ab 1945 nur noch ab Kruglanken betrieben wurde, heute aber stillgelegt und teilweise demontiert ist.

### Bildung
Mit der Einführung der Schulpflicht durch den preußischen König Friedrich Wilhelm I. erhielt Pietzonken 1717 eine eigene Schule, die gegen Ende des Zweiten Weltkriegs als einklassige Volksschule existierte.

## Religionen
Bis 1945 war Pietzonken in die Evangelische Pfarrkirche Lötzen in der Kirchenprovinz Ostpreußen der Kirche der Altpreußischen Union und in die Katholische Pfarrkirche St. Bruno Lötzen im Bistum Ermland eingepfarrt.
Nach 1945 wurde in Pieczonki eine eigene katholische Kapelle errichtet, die der Pfarrei św. Kazimierza Królewicza in der Stadt Giżycko im Bistum Ełk (Lyck) der Römisch-katholischen Kirche in Polen zugeordnet ist. Die evangelischen Kirchenglieder sind weiterhin zur Pfarrkirche in Giżycko, jetzt in der Diözese Masuren der Evangelisch-Augsburgischen Kirche in Polen, hin orientiert.

## Sonstiges
Der Name Pieczonki bezeichnet auf Polnisch auch ein beliebtes Kartoffelgericht, bei dessen Zubereitung zusätzlich Möhren, eine rote Rübe, Zwiebel, geräucherter Schweinebauch und Wurst verwendet werden. Es handelt sich um eine Art schlesischer Moussaka, kräftig und fetthaltig.